# نوري الترهوني

## نوري الترهوني
لاعب كرة قدم ليبي معتزل مواليد 1946 زليتن و ترجع أصوله لمدينة ترهونة حمل شارة كابتن فريق الاتحاد في الستينيات و المنتخب الليبي لكرة القدم في عدة مناسبات لقبه النقاد الرياضيون العرب بـ ( السد العالي ) بعد تألقه في دورة الألعاب العربية سنة 1965 .

## بداياته
كانت بدايته سنة 1961 مع نادي بلخير الرياضي في مدينة طرابلس ثم انتقل سنة 1963 لفريق نادي الاتحاد الليبي طرابلس و لعب معه أول مباراة و كانت ضد فريق نادي الوحدة الليبي اعتزل لعب كرة القدم سنة 1976 عمل كمدرب لكرة القدم لفترة قصيرة و ترأس الإتحاد العام الليبي لكرة القدم لعدة سنوات كان آخرها سنة 1986 افرنجي .

## إنجازاته
الدوري الليبي  3 مرات :
1964\1965
1965\1966
1968\1969
بطولة طرابلس 4 مرات :
1964\1965 
1965\1966
1966\1967
1967\1968
اختير ضمن فريق دورة الألعاب العربية سنة 1965 .
اختير محليا ضمن منتخب القرن العشرين في ليبيا .
وصل مع نادي الاتحاد إلى ربع نهائي كأس الاندية الأفريقية البطلة سنة 1967 . 

## مشاركاته الدولية
شارك مع المنتخب الليبي في البطولات التالية : 
دورة الألعاب العربية الرابعة سنة 1965 التي استضافتها جمهورية مصر العربية
دورة ألعاب البحر المتوسط التي استضافتها تونس سنة 1967 .
شارك مع نادي الاتحاد :
كأس الأندية الأفريقية للأبطال سنة 1967 و وصل معهم لربع النهائي .